# Samtgemeinde Velpke
De Samtgemeinde Velpke is een samenwerkingsverband (Samtgemeinde) van vijf kleinere gemeenten in het Landkreis Helmstedt in de Duitse deelstaat Nedersaksen. Gezamenlijk hebben de gemeenten ruim 12.000 inwoners.

## Deelnemende gemeenten
- Bahrdorf
- Danndorf
- Grafhorst
- Groß Twülpstedt
- Velpke